# 프랑시스 옴
프랑시스 옴(Francis Heaulme, 1959년 2월 25일 -)은 프랑스의 연쇄 살인자이다. 히치하이킹을 통해 프랑스 전국을 떠돌며 범죄를 저질러 Routard du crime(→범죄의 배낭여행자)이라는 별명을 얻었다. 1992년 1월 7일에 장 프랑소와 압그랄(fr)에 의해 체포될 때까지 최소 6건의 살인 사건을 저질렀고, 그 외의 많은 사건의 범인으로 의심되고 있으나 확정적인 물증은 없다.

## 인물
일찍부터 알코올 중독자였던 아버지의 폭행에 시달린 옴은 스스로도 알코올 중독자가 되어 갔고, 자살을 시도하기도 했다. 그러나 한편으로는 6세 연상인 누나와는 사이가 좋았고, 어머니와도 원활한 가족관계를 유지했다. 그러나 1982년에 어머니가 암으로 사망하고, 이어 누나도 결혼하여 출가하자 옴은 범죄에 빠져들기 시작했다.
옴은 주로 히치하이킹, 그 외에 일부 도보와 철도(부정승차 하는 경우가 많았다)를 이용해 프랑스 전국을 돌아다녔다. 에마우스 쉼터(fr)나 마약 중독 전문 병원에서 거주했고, 생활보조금은 술 마시는 데 탕진했다. 또 간혹 술에 진정제를 섞어 마시기도 했다. 그러는 틈틈이 공사장 막노동을 하기도 했다.
1989년에 옴은 브레스트에서 에마우스의 스탭이 되었다. 이어 캥페를레와 메스에서도 에마우스의 스탭이 되는 데 성공한다.
클라인펠터 증후군 환자였던 옴은 그로 인한 공격적인 성욕을 충족시킬 수 없었고, 범죄를 저지름으로써 이러한 성욕을 충족시키기에 이른다. 성행위를 할 수 없던 옴은 두 명의 남성(그 중 한 명은 옴의 먼 친척이기도 했다)을 범하고 살해하기도 했다. 또 거짓말에 능했던 옴은 자신의 범죄를 그럴듯하게 꾸며서 자랑하기도 했으며, 경찰 조사에서 허위 진술을 하기도 했다.
옴은 1992년 1월 7일에 비슈윌러(fr)에서 체포되었다. 그러나 개별 사건은 알리바이를 조작하기 용이한, 계속 떠돌아다니는 인물에 의해 특별한 동기도 없이 이뤄져 경찰은 수사에 어려움을 겪었다. 또, 수사기관들 사이의 협조가 원활하지 못했던 것 또한 수사의 걸림돌이 되었다. 그 중에서도 압그랄은 낮은 직위로 인한 어려움에도 불구하고, 옴이 추궁당할 때보다 그렇지 않을 때 더 많은 진술을 함을 알아냈다.
옴은 놀라울 정도로 정확하게 사건 당시를 진술했지만, 직접 사건을 저질렀다는 표현을 일체 하지 않고 마치 꿈 속 이야기를 하듯 했다. 예를 들어 옴은 한 손으로 피살자의 머리를 잡고 다른 한 손으로 피살자의 경동맥을 베는 시늉을 하거나 그렸고, 그러고 나서는 마치 실제로 사건을 저지른 뒤처럼 물러났다. 압그랄은 이에 대해 "옴은 거짓말을 하지도 않고, 꾸며내지도 않는다. 하지만 각각의 사건과 그 장소, 시간을 뒤섞음으로써 (수사하는 쪽을) 교란시킨다."고 평했다.

## 주요 사건 및 피살자
옴이 범인으로 확정된 사건은 여럿 있고, 그 지역은 프랑스 전국에 걸쳐 있다. 그 중 대표적인 사건 및 피살자는 아래와 같다.
- 리오넬 지네스트(Lyonelle Gineste, 당시 17) 살해사건 : 1984년 9월, 옴은 공범인 조제프 몰랭과 함께 리오넬을 살해한다. 이 사건에는 얼마 전에 옴의 어머니가 암으로 죽은 것이 영향이 있는 것으로 알려져 있다.
- 조리스 비비유(Jorris Viville, 당시 8) 살해사건 : 1989년 4월, 포르 그리모(fr)에서 당시 8세인 비비유기 살해되었고, 사체는 자동차로 20km가량 운반되었다. 옴은 클라인펠터 증후군으로 인해 운전을 할 수 없었기에 이는 옴에게 공범이 있었음을 뒷받침하는 증거로 제시되었다. 재판 때 다섯 건의 다른 용의가 알려져 궁지에 몰린 옴은 해당 용의들에 대해 공범이 있었던 것같이 꾸며댔지만, 옴 단독으로 무기 징역에 처해지는데 그쳤다.
- 알린 페레(Aline Peres, 당시 49) 살해사건 : 1989년 5월, 브레스트에서 당시 49세인 페레가 살해되었고, 이 사건으로 옴은 징역 20년을 선고받게 된다. 한편 압그랄이 활약하게 되는 것도 이 사건에서 렌 일대의 수색에 종사하면서 부터였고, 결과적으로 4년 뒤에 비슈윌러에서 옴을 체포하기에 이른다.
- 로랑스 기욤(Laurence Guillaume, 당시 14) 살해사건 : 옴이 무기징역을 선고받게 된 결정적 계기가 된 본 건은 1991년 5월 7일, 당시 14세이던 기욤이 메스 교외에서 살해된 사건으로, 당시 옴은 기욤의 사촌 미셸(Michel Guillaume)과 동행하고 있었다. 기욤의 사촌은 얼마 전에 옴과 알게 된 사이였다. 기욤의 사촌은 공범으로 징역 18년이 선고되었다.
- 로랑 뷔로(Laurent Bureau, 당시 19) 살해사건 : 이 사건 당시 옴은 1989년의 셀린 주르당(Céline Jourdan, 당시 7) 살해사건의 범인으로 지목된 디디에 장티(Didier Gentil)와 동행하고 있었는데, 어느 쪽이 뷰로를 살해하였는가를 판가름내지 못한 법원은 두 사람 모두를 범인으로 판결했다.

## 사건의 판결
- 1997년 5월에 다수의 살인 사건에 대해 바르주 지방법원은 옴에게 종신형(그 중 22년은 절대적 종신형)을 선고했다.
- 1999년, 뫼르트에모젤주 지방법원은 1984년의 리오넬 지네스트 살해사건과 관련하여 옴에게 징역 30년을 선고했다. 한편 옴에 의해 1996년에 고발된 해당 사건의 옴의 공범인 조제 몰랭(José Molins)에게는 징역 10년이 선고되었다.
- 2004년 12월 16일, 1988년과 1989년에 마른주에서 벌인 세 건의 살인으로 인해 옴은 추가적으로 징역 30년(그 중 20년간은 가석방이나 감형 없음)을 선고했다.

## 기타
- 압그랄은 수사 경과를 기록한 수기인 Dans la tête du tueur→살인자의 머리 속에서라는 책을 펴냈다.
- 압그랄의 수기는 2005년에 클로드미셸 롬(fr)에 의해 텔레비전 드라마화되었다(fr). TF1(fr)에서 방송된 이 드라마에서 옴 역은 티에리 프레몽이, 압그랄 역은 베르나르 지로도(fr)가 각각 맡았다.
- 유선방송 채널인 13번가(fr)는 2005년 11월에 옴의 살해 행각 경로를 그대로 따라가면서 제작한 la route sanglante - sur les traces de Francis Heaulme이라는 90분짜리 다큐멘터리를 방송했다.
- 2008년 2월 24일에는 BBC One에서 압그랄의 옴에 대한 수사를 주제로 한 Dance with a Serial Killer라는 70분짜리 다큐멘터리가 방송되었다.

## 관련 서적
- L'affaire Dils-Heaulme, (에마뉴엘 샤를로 및 뱅상 로텐부르거, 플라마리옹, 2008) ISBN 978-2-08-120905-3